# 防衛施設庁談合事件
防衛施設庁談合事件（ぼうえいしせつちょうだんごうじけん）とは2006年1月に明らかになった、防衛施設庁発注工事を巡る官製談合事件である。

## 事件の概要
アメリカ軍横田基地などの受変電設備や電機設置工事の競争入札を巡り、防衛施設庁OBである財団法人「防衛施設技術協会」理事長のほか、同庁技術審議官と前施設調査官の官僚2名が主導し、業者も参加する形で官製談合が行われた。
2006年1月30日に発覚。2003年から2004年にかけての岩国飛行場滑走路移設関連工事、佐世保米軍基地関連工事、自衛隊中央病院と市ケ谷庁舎の新設空調工事について、防衛施設技術協会理事長と防衛施設庁官僚2人が競売入札妨害罪で逮捕された。
この事件で明らかになったのは、歴代の防衛施設庁の建設部系官僚は、旧防衛庁OBを有利な条件で天下りを受け入れた発注業者ほど有利な条件で工事などの発注を行っており、その体制を維持するために、防衛施設庁サイドで落札する業者を事前に決定する、いわゆる官製談合を長年にわたり行っていたことであった。そのため、国民の平和と安全のために費やされているはずの「防衛費」の一部を、業者の利益ばかりでなく、官僚自身の退官後の有利な再就職先の確保のために利用するという、破廉恥な行為であると非難された。
なお前述の官僚2人は、通常ならば裁判による有罪判決の確定までは失職しない公務員の身分にもかかわらず、起訴後の2006年4月26日に懲戒免職処分になった。
その後、（財）防衛施設技術協会理事長に懲役刑の実刑が、防衛施設庁官僚2人に執行猶予付きの懲役刑がそれぞれ確定した。
一方、業者に対しては、24ヶ月の競争入札への指名停止処分のほか、高額の課徴金を請求されるなどの制裁を受けた。

## 防衛施設庁と防衛庁との関係
防衛施設庁は、連合国軍の占領政策に必要となる施設や物資を調達・管理する、旧防衛庁よりも長い歴史を持っている旧特別調達庁と、今回談合事件を起こした防衛施設庁建設部の前身である旧防衛庁建設本部が合併してできた組織で、防衛庁（自衛隊）とは厳密には別組織であるが、他の省庁の官僚が防衛施設庁を経て防衛事務次官などの防衛庁の官僚になるケースが多くあり、同一組織と混同されるケースがある。なお、1998年に発生した防衛庁調達実施本部背任事件は防衛庁の事件のため、防衛施設庁と直接の関係はないが、両庁を管轄する国務大臣である当時の防衛庁長官額賀福志郎が辞任に追い込まれ、また今回も国務大臣は同一の人物であった。

## 事件の影響
与党、自由民主党は防衛庁を防衛省へ昇格させる法案を提出する予定であったが、談合体質にまみれた防衛施設庁の機構改革のほうが先決であると批判されたため、防衛庁と防衛施設庁との組織統合を検討。
防衛庁が2007年1月に防衛省に昇格した後の2007年9月に廃止され、同時期に防衛省内には防衛監察本部も新設された。
理事長が逮捕され実刑となった（財）防衛施設技術協会は、2007年3月31日付で、解散した。その業務の一部は、2007年4月1日に公益財団法人　防衛基盤整備協会に引き継がれた。
また、この事件を受けて、国土交通省をはじめとする国の発注機関や地方公共団体では関与した企業への指名停止措置を行ったが、対象となった業者が非常に広範であったため大規模事業を競争入札により発注しようとした際に対象業者数の不足が生じ、事業の発注が見送られるなど計画に影響を及ぼした事例も少なくない。広島市では、広島東洋カープの新本拠地建設の為の設計コンペに多数のゼネコンが参加出来ない事態となり、計画の遅れが懸念される状況になった。